# Guy Bedouelle
Guy Bedouelle est un théologien dominicain et historien français, né le 6 avril 1940 à Lisieux et mort le 22 mai 2012 à Fribourg.

## Biographie
Docteur en théologie (1973), docteur en droit (1968) et docteur en histoire[réf. nécessaire],[Quand ?], il est diplômé de l’Institut d'études politiques de Paris.
Spécialiste d'histoire religieuse et des rapports entre Église et État, il a présidé de 1997 à 2011 le Centre d'études du Saulchoir, rattaché au couvent Saint-Jacques à Paris. Professeur d'histoire à l'Université de Fribourg, en Suisse, pendant 30 ans, de 1977 à 2007, il a ensuite été recteur de l’Université catholique de l'Ouest (2007-2011). Membre fondateur du comité de rédaction de la version française de la revue Communio, il a aussi dirigé les revues Mémoire dominicaine et Pierre d’Angle.
Le prix Guy-Bedouelle placé sous la présidence d'honneur de J. M. G. Le Clézio et organisé par l'université catholique de l'Ouest, est instauré en 2021
.

## Publications
- La liberté de l'intelligence chrétienne, 2012. Livre d'entretiens avec Véronique Dufief, comportant la bibliographie de G. Bedouelle.
- L’Invisible du cinéma, 2006.
- Une république, des religions, 2003
- La Réforme du catholicisme, 2002.
- Les Laïcités à la française, avec Jean-Paul Costa, 1998.
- L’Histoire de l’Église, 1997.
- Le Temps des Réformes et la Bible, 1989.
- Du spirituel dans le cinéma, 1985.
- Dominique ou la grâce de la parole, 1982. Prix Henri-Dumarest de l’Académie française en 1983
- L’Église d’Angleterre et la société politique contemporaine, 1968.